# Cantoral

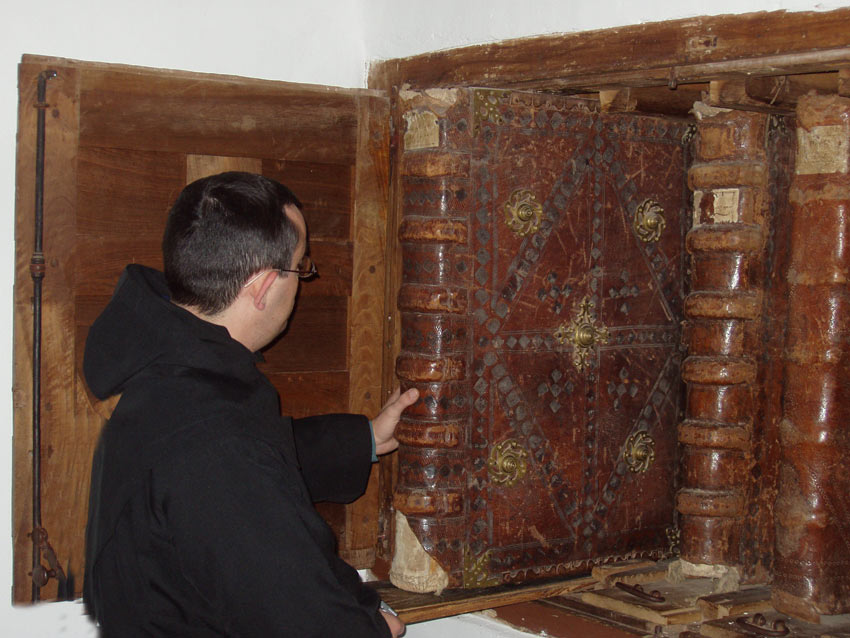
Colección de Cantorales del Monasterio de Yuso.

Un Cantoral o libro de coro es un manuscrito musical de gran formato utilizado en iglesias y catedrales durante la Edad Media y el Renacimiento. El tamaño del pergamino es lo suficientemente grande como para que el coro completo pueda leer las notas musicales a distancia. 
Con frecuencia, para obras polifónicas, las partes musicales de las voces de una obra musical están presentadas en un simple par de hojas al contrario de la particella, donde cada voz está en un libro diferente. Los cantorales se situaban generalmente en los facistoles, en medio del coro de tal forma que, en su caso, las voces sopranos de los niños se situaban delante y los hombres detrás.
Su utilización empezó a decaer a partir del siglo XVI cuando la impresión de libros con notaciones musicales llegaron a ser más comunes por ser más baratos, más pequeños y más fáciles de manejar.
En su tiempo, para tener un cantoral se necesitaba realizar una fuerte inversión. Por ello, la mayoría son austeros y utilitarios que servían mejor para su constante utilización. Sólo en los principales monasterios o catedrales se podían contemplar con bellos decorados e iluminaciones.
En España son importantes los Cantorales existentes en el Monasterio de Yuso, Catedral de Salamanca, Catedral de Granada y Catedral de Sevilla.